# Nieuwspaal
Nieuwspaal is een satirische nieuwswebsite opgericht in 2015. De website wordt soms verward met echt nieuws of met nepnieuws.
Op de website wordt met enige regelmaat gespot met de gemeente Meppel, omdat de gemeente normaliter niet in het nieuws komt.
In 2021 werd een verslaggever van PowNed aangevallen tijdens het maken van een reportage bij de Sionkerk op Urk, die de deuren opende voor al zijn leden ten tijde van de coronapandemie. De website publiceerde een satirisch artikel over de gewelddadigheden, waarin Jezus dreigde Pasen te boycotten. Naar aanleiding van het artikel ontving Nieuwspaal bedreigingen van ongeveer vijftien personen, waarna het artikel werd verwijderd.